# Тукманное
Тукманное — деревня в Каргапольском районе Курганской области. Входит в состав Чашинского сельсовета.

## Географическое положение
Деревня расположена на восточном берегу озера Тукманное, примерно в 18 км (30 км по автодороге) к востоку от посёлка Каргаполье; в 71 км (79 км по автодороге) к северо-западу от города Кургана.

## История деревни
В 1800 году в деревне Тукмановой было 17 домов, в которых жили: Варнаговы, Востряковы, Грачевы, Дубровские, Липняговы, Малаховы, Одношевины, Поляковы, Черепановы. В церковном отношении деревня входила в Христорождественский приход Мехонской слободы.
С 1862 году д. Тукманная Мехонского прихода относилась к Михайловскому приходу села Житниковского. Все жители были русскими, по сословию крестьяне, и основным занятием было хлебопашество.
До революции д. Тукманская относилась к Каргапольской волости Шадринского уезда Пермской губернии. 
В конце июня — начале июля 1918 года установлена белогвардейская власть. Постановлением 49 очередного уездного Собрания от 31 января 1919 года и 7 февраля 1919 года образована Житниковская волость. В начале августа 1919 года восстановлена Советская власть.
В 1919 году образован Тукманский сельсовет, упразднён 27 августа 1962 года. После упразднения сельсовета село Тукманное вошло в Житниковский сельсовет и стало деревней.
В годы Советской власти жители работали в колхозе «Муравейник», затем в Житниковском свиноводческом совхозе. 
Житниковский сельсовет упразднён Законом Курганской области от 27 июня 2018 года N 64. Ныне деревня входит в состав Чашинского сельсовета.

## Школа
В 1900 году в деревне уже существовала земская школа.

## Общественно-деловая зона
Установлен памятник: бюст воина на высоком постаменте с мраморными плитами с фамилиями погибших в Великой Отечественной войне.

## Население
| 1869 | 1904 | 1920 | 1926 | 1989 | 2002 | 2010 |
| ---- | ---- | ---- | ---- | ---- | ---- | ---- |
| 355  | ↗590 | ↗692 | ↗756 | ↘275 | ↘271 | ↘263 |

Национальный состав
- По переписи населения 2002 года проживало 271 человек, из них русские  — 97 %.
- По переписи населения 1926 года проживало 756 человека, из них русские — 754 человека, зыряне (коми-зыряне) — 2 человека.